# Bollebygd (commune)
Pour l’article homonyme, voir Bollebygd.
La commune de Bollebygd est une commune suédoise du comté de Västra Götaland, peuplée d'environ 9 510 habitants (2020). Son chef-lieu se situe à Bollebygd.

## Localités principales
- Bollebygd
- Hultafors
- Olsfors
- Töllsjö